# Erythroplasie
Die Erythroplasie, Synonyma: Nacktpapilläres Epitheliom; Queyrat-Syndrom oder Erythroplasia de Queyrat (Erstbeschreiber Louis Auguste Queyrat, * 2. Dezember 1856, Meymanat (Creuse), Frankreich; † 18. Oktober 1933, Paris, französischer Dermatologe), ist eine an den Genitalien auftretende, durch humane Papillomviren ausgelöste Hauterkrankung, die zu Hautkrebs führen kann (Präkanzerose). Die Schleimhautvariante des Morbus Bowen wird Erythroplasie Queyrat genannt.

## Symptome
Die Erythroplasie tritt bevorzugt bei nicht beschnittenen Männern an der Eichel des Penis und dessen Vorhaut, aber auch bei Frauen an den Schamlippen und der Mundschleimhaut auf: Sie ist gekennzeichnet durch flächige, scharf begrenzte Flecken, die tief rot gefärbt sind und eine matte Oberfläche aufweisen. Die Flecken beginnen klein und wachsen langsam, aber stetig weiter und breiten sich in der Fläche aus. Beschwerden sind selten. Der Befund wird fatalerweise oft jahrelang übersehen oder ignoriert.

## Histologie

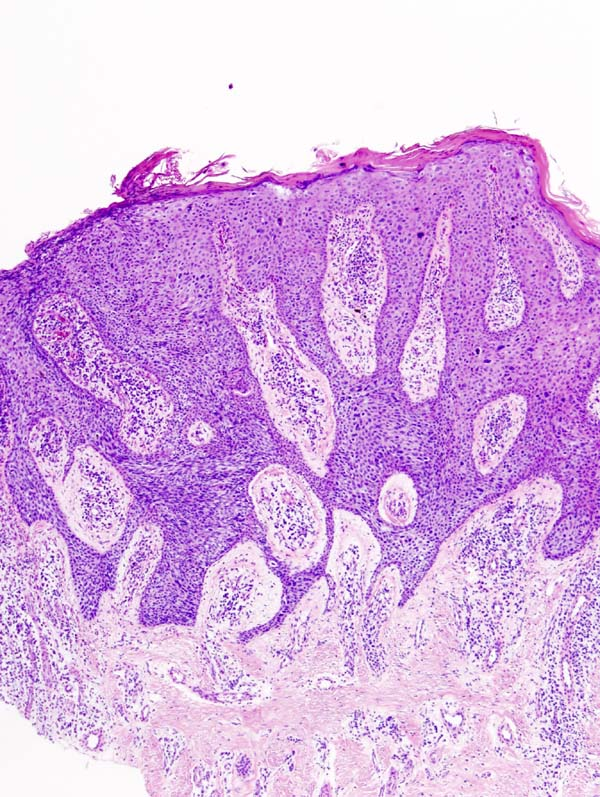
Mikroskopisches Bild (Histologie) eines Morbus Bowen: Die Basallamina ist von den Tumorzellmassen noch nicht in die Tiefe durchbrochen (Carcinoma in situ). In diesem Stadium noch keine Metastasierung.

Die Erythroplasie ist histologisch ein echtes Carcinoma in situ, und wird als Schleimhautvariante des Morbus Bowen beschrieben, tritt jedoch im Gegensatz zu diesem nur an den Genitalien auf. Beim Verdacht einer Erythroplasie sollte kurzfristig eine Probe (Biopsie) entnommen und feingeweblich untersucht werden, um einen entstehenden Hautkrebs frühzeitig entdecken und behandeln zu können.

## Therapie
Läsionen werden topisch mit 5-Fluoruracil-Salbe, systemisch mit Bleomycin behandelt. Die Läsion muss insbesondere bei einem Rezidiv vollständig entfernt und anschließend plastisch gedeckt werden. Zur Anwendung kommen die Exzision mittels Elektrotom, die Laserkoagulation, die Bestrahlung mit weichen Röntgenstrahlen oder die Kryochirurgie. Im Extremfall muss die Eichel amputiert werden.

## Prognose
Die Prognose ist ungünstiger als beim Morbus Bowen. Engmaschige Kontrollen sind deshalb notwendig.

## Anmerkung
Nicht zu verwechseln ist die Erythroplasie mit der Erythroplakie, einer Form der Leukoplakie.